# Pidonia ignobilis
Pidonia ignobilis är en skalbaggsart som beskrevs av Holzschuh 1991. Pidonia ignobilis ingår i släktet Pidonia och familjen långhorningar. Inga underarter finns listade i Catalogue of Life.